# Виролайнен, Мария Наумовна
Мари́я Нау́мовна Вирола́йнен (род. 19 апреля 1954, Ленинград) — российский литературовед, доктор филологических наук (2005), член-корреспондент РАН (2019).

## Биография
Дочь литературоведа Н. Я. Берковского. Окончила факультет русского языка и литературы ЛГПИ им. А. И. Герцена (1975) и аспирантуру ИРЛИ АН СССР (1978), в штате с 20 декабря 1978 года. В 1980 году защитила кандидатскую диссертацию «„Миргород“ Н. В. Гоголя (проблемы стиля)».
До 1983 года работала в Секторе новой русской литературы, затем в Отделе пушкиноведения ИРЛИ (с 2004 года — и. о. заведующей, с 2005 года — заведующая отделом). В 2005 году защитила докторскую диссертацию «Четыре типа словесной культуры (исторические трансформации)».
Заместитель председателя (с мая 2009), сопредседатель Пушкинской комиссии РАН. Профессор филологического факультета СПбГУ. Член редколлегии журнала «Русская литература».
Муж — литературовед Б. В. Аверин (1942—2019).

## Общественная позиция
В феврале 2022 года подписала открытое письмо российских учёных и научных журналистов с осуждением вторжения России на Украину и призывом вывести российские войска с украинской территории.

## Основные работы
- Речь и молчание: сюжеты и мифы русской словесности. СПб.: Амфора, 2003. — 503 с. — ISBN 5-94278-487-6. Электронная версия.
2-е изд.: СПб.: Пальмира, 2016. — 508 с. — ISBN 978-5-521-00008-1.
- Исторические метаморфозы русской словесности. СПб.: Амфора, 2007. — 494 с. — ISBN 978-5-367-00389-5.
2-е изд.: СПб.: Пальмира, 2016. — 500 с. — ISBN 978-5-521-00019-7.

- В соавт.: Пушкинская энциклопедия: Произведения. Вып. 1—4. СПб., 2009—2020.